# 민스키 모멘트

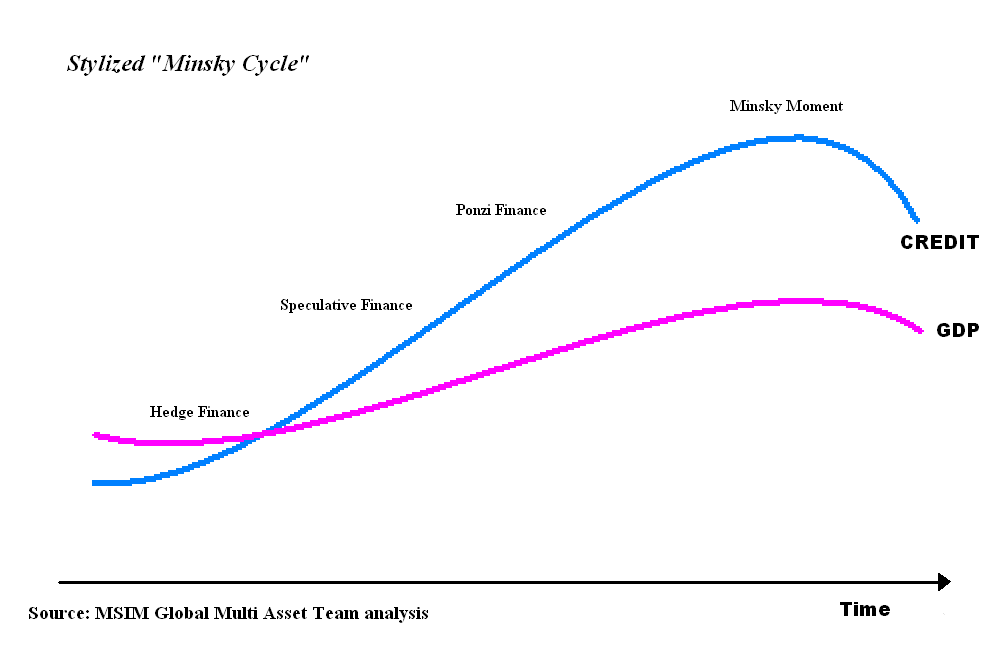

민스키 모멘트(Minsky moment)는 신용 시장이나 비즈니스 활동 주기의 성장 단계가 끝나는 자산 가치의 갑작스럽고 큰 붕괴이다.

## 설명
가설에 따르면, 장기간의 꾸준한 번영과 투자 이익으로 인해 전반적인 시장 위험에 대한 인식이 저하되어 현금 대신 빌린 돈을 투자하는 레버리지 위험이 높아지기 때문에 급격한 불안정이 발생한다. 투기적 투자의 부채 차입 금융은 투자자를 잠재적인 현금 흐름 위기에 노출시키며, 이는 단기간에 자산 가격이 완만하게 하락하면서 시작될 수 있다. 하락이 발생하는 경우, 자산에서 창출된 현금은 자산 취득에 사용된 부채를 상환하기에 더 이상 충분하지 않다. 그러한 투기 자산의 손실로 인해 대출 기관은 대출을 요청하게 된다. 이는 시장의 레버리지 정도와 관련하여 자산 가치의 붕괴로 작은 하락을 빠르게 증폭시킨다. 또한 레버리지 투자자는 대출금을 충당하기 위해 투기성이 적은 포지션을 매각해야 한다. 심각한 상황에서는 추가 하락을 우려해 최근 제시된 가격에 구매자가 입찰하지 않는다. 이는 대규모 매도를 시작하여 시장 청산 자산 가격의 갑작스럽고 급격한 붕괴, 시장 유동성의 급격한 하락, 심각한 현금 수요로 이어진다.
회복이 완전 고용에 가까워짐에 따라... 점쟁이들은 경기 순환이 사라졌다고 선언할 것이다. 부채는 떠맡을 수 있다... 그러나 사실 호황도 부채 디플레이션도... 그리고 회복이 영원히 지속될 수는 없다.— 하이먼 민스키, 존 메이너드 케인스

"민스키 사이클"의 보다 일반적인 개념은 민스키 모멘트의 반복적인 체인으로 구성된다. 안정성 기간은 위험 감수를 장려하고, 이는 위험이 손실로 실현되는 불안정 기간으로 이어지며, 이는 참가자를 위험 회피 거래로 빠르게 소진시킨다. (디레버리지), 안정성을 회복하고 다음 주기를 설정한다. 이러한 보다 일반적인 관점에서 민스키 사이클은 투자 경제학을 넘어 광범위한 인간 활동에 적용될 수 있다.

## 같이 보기
- 거품경제
- 2007~2008년 세계 금융 위기
- 헤지
- 마진 콜
- 폰지 사기
- 서브프라임 모기지 사태